# Sonam Tsemo
Sonam Tsemo ou Lobpon Sonam Tsemo (tibétain : བསོད་ནམས་རྩེ་མོ, Wylie : bsod nams rtse mo, THL : sönam tsemo ; chinois : 索南孜摩) (1142-1182) est le deuxième fils de Sachen Kunga Nyingpo, le quatrième Sakya Trizin et le deuxième des Cinq Grands Maîtres Sakya. Sa mère était Machig Odron. 
Après avoir reçu les enseignements de son père, il se rend vers 17 ans au monastère kadampa de Sangphu Neuthok, important centre d’érudition, où il a pour maître Chapa Chökyi Senge, qui développa la logique bouddhiste hetu-vidya au Tibet. 
Il transmet pour la première fois le Lamdre à 28 ans. Il est l’auteur de nombreux textes dont La Porte du Dharma, Le Système des tantras (g yud sde spy’ r i rnam gzhag), une explication des deux derniers chapitres du tantra racine de Hevajra et un cours de sanscrit.
Il n’aurait assumé effectivement la charge de Sakya Trizin que trois ans et l’aurait confiée à son cadet Drakpa Gyaltsen pour se consacrer à la méditation. Il meurt en 1182. Il existe plusieurs versions de sa disparition sans laisser de corps (corps d’arc-en-ciel). Une version prétend qu’une vieille femme le vit s’élever au ciel tenant son chien dans ses bras, et l’on montre encore aujourd’hui leurs empreintes. 